# Rino Genovese
Rino Genovese (Nápoles, 19 de septiembre de 1905-ibídem, 5 de junio de 1967) fue un actor de cine italiano.

## Filmografía parcial
- Napoli d'altri tempi (1938)
- Malaspina (1947)
- Madunnella (1948)
- Processo alla città (1952)
- Perdonami! (1953)
- Altair (1956)